# 鎌倉児童ホーム
鎌倉児童ホーム（かまくらじどうホーム）は神奈川県鎌倉市佐助にある民間児童養護施設である。上部団体は社会福祉法人聖音会。
収容定員は約80人で、2歳から18歳の社会的養護措置を受けた児童を収容している。
施設建物内は8区画に区分され、定員6名の小規模グループケア2区画、、定員8名の同規模グループケアが6区画に分け男女別に管理されている。
この定員児童数80名に対し、職員数は47名（うち常勤35名、短時間・嘱託12名）となっている。

## 沿革
- 1896年7月20日、開所[1]。

## 所在地
鎌倉市佐助1-6-6

## 施設長
- 加藤昌代[1]